# Kim Ha-nul
Kim Ha-nul, född 11 april 2002, är en sydkoreansk konståkare.
Ha-nul tävlade för Sydkorea vid olympiska vinterspelen 2018 i Pyeongchang, där hon slutade på 13:e plats i singelåkning.